# Notre-Dame-de-la-Rouvière
Pour les articles homonymes, voir Notre-Dame et Rouvière.
Notre-Dame-de-la-Rouvière (Nòstra Dama de la Rovièira en Occitan) est une ancienne commune française située dans le département du Gard, en région Occitanie. Depuis 2019, Notre-Dame-de-la-Rouvière fait partie de la commune nouvelle de Val-d'Aigoual.

## Géographie

### Localisation
La commune est située dans le nord-ouest du département du Gard, proche de la Lozère, dans les Cévennes.

### Communes limitrophes
|                             | Les Plantiers              | L'Estréchure  |
| Valleraugue (Val-d'Aigoual) | Notre-Dame-de-la-Rouvière  | Soudorgues    |
|                             | Saint-André-de-Majencoules | Saint-Martial |

## Toponymie
Une rouvière désigne un bois de chêne rouvre. Latin: róbur, occitan: rovre / róver / roure

## Histoire
Le 1er janvier 2019, elle fusionne avec Valleraugue pour constituer la commune nouvelle de Val-d'Aigoual.

## Politique et administration
| Période                                  | Période       | Identité          | Étiquette | Qualité                                                  |
| ---------------------------------------- | ------------- | ----------------- | --------- | -------------------------------------------------------- |
| avant 1988                               | ?             | Serge Vidal       |           |                                                          |
| mars 2001                                | 2008          | Gilles Berthézène | DVD       |                                                          |
| mars 2008                                | décembre 2018 | Jérôme Fesquet    | DVG       | Vice-président de la CC du Pays de l'Aigoual depuis 2012 |
| Les données manquantes sont à compléter. |               |                   |           |                                                          |

Par décret du ministre de l'intérieur et des cultes du 3 décembre 1903, la commune de La Rouvière prend le nom de Notre-Dame-de-la-Rouvière (département du Gard, arrondissement du Vigan) .

## Démographie
L'évolution du nombre d'habitants est connue à travers les recensements de la population effectués dans la commune depuis 1793. Pour les communes de moins de 10 000 habitants, une enquête de recensement portant sur toute la population est réalisée tous les cinq ans, les populations de référence des années intermédiaires étant quant à elles estimées par interpolation ou extrapolation. Pour la commune, le premier recensement exhaustif entrant dans le cadre du nouveau dispositif a été réalisé en 2006.

En 2016, la commune comptait 408 habitants, en évolution de −6,64 % par rapport à 2010 (Gard : +2,97 %, France hors Mayotte : +2,11 %).
| 1793 | 1800 | 1806 | 1821 | 1831 | 1836  | 1841  | 1846  | 1851  |
| ---- | ---- | ---- | ---- | ---- | ----- | ----- | ----- | ----- |
| 779  | 860  | 954  | 850  | 904  | 1 074 | 1 080 | 1 080 | 1 209 |

| 1856  | 1861  | 1866  | 1872  | 1876  | 1881  | 1886  | 1891 | 1896 |
| ----- | ----- | ----- | ----- | ----- | ----- | ----- | ---- | ---- |
| 1 251 | 1 184 | 1 081 | 1 102 | 1 104 | 1 041 | 1 007 | 971  | 986  |

| 1901 | 1906 | 1911 | 1921 | 1926 | 1931 | 1936 | 1946 | 1954 |
| ---- | ---- | ---- | ---- | ---- | ---- | ---- | ---- | ---- |
| 918  | 958  | 929  | 778  | 705  | 731  | 698  | 589  | 567  |

| 1962 | 1968 | 1975 | 1982 | 1990 | 1999 | 2006 | 2011 | 2016 |
| ---- | ---- | ---- | ---- | ---- | ---- | ---- | ---- | ---- |
| 478  | 414  | 346  | 364  | 355  | 354  | 424  | 445  | 408  |

## Culture locale et patrimoine

### Lieux et monuments
- Une illustration du patrimoine de la commune a été publié dans la brochure Mémoire et Patrimoine en Cévennes[8].
- La Filature du Mazel est un imposant bâtiment, visible depuis la route menant à Valleraugue, typique par son architecture de l'activité séricicole du XIXe siècle en haute vallée de l'Hérault[9]. Elle s'est convertie en espace associatif porteur de projets artistiques, participe à l'aménagement culturel du territoire de la communauté de communes Causses Aigoual Cévennes et accompagne des résidences d'artistes[10].
- Unique en Europe, le Pont Moutonnier du col de l'Asclier a été construit en 1875 pour permettre le passage des troupeaux en transhumances (grande draille de la Margeride)[11],[12] (44° 04′ 38,81″ N, 3° 44′ 39,69″ E).
- Le moulin de Rieusset est un espace de pratique agricole céréalière et castanéïcole actif durant les années après guerre (1945-1960)[13].
- Le pont des fileuses est un ouvrage médiéval faisant partie des monuments les plus anciens connus sur la commune. Composé d'une seule arche en plein cintre et sans parapet, le bâti est essentiellement composé en pierre locale de granit. Jadis, il était emprunté par les femmes qui rejoignaient la magnanerie[14].

### Personnalités liées à la commune
- Jean-Joseph Triaire (1764-1850). Général et baron de l'Empire. Né au Mazel.
- Yves Chiron, né à Notre-Dame-de-la-Rouvière, journaliste et historien, directeur du Dictionnaire de biographie française.

### Héraldique
| Blason de Notre-Dame-de-la-Rouvière | Blason  | D'or aux trois chênes de sinople                 |
| Blason de Notre-Dame-de-la-Rouvière | Détails | Le statut officiel du blason reste à déterminer. |